# 圣佩尔 (约讷省)
圣佩尔（法語：Saint-Père，法語發音：[sɛ̃ pɛʁ] ⓘ）是法国勃艮第-弗朗什-孔泰大区约讷省的一个市镇，属于阿瓦隆区。

## 地理
圣佩尔（47°27'35"N, 3°45'54"E）面积15.28 平方千米，位于法国勃艮第-弗朗什-孔泰大區约讷省，该省份为法国中北部内陆省份，西接卢瓦雷省，西北接塞纳-马恩省，南至涅夫勒省，东临科多尔省，东北与奥布省接壤。
与圣佩尔接壤的市镇（或旧市镇、城区）包括：塔鲁瓦索、皮埃尔佩尔蒂、阿斯坎、多姆西叙勒沃、富瓦西莱韦兹莱、默纳德、韦兹莱。

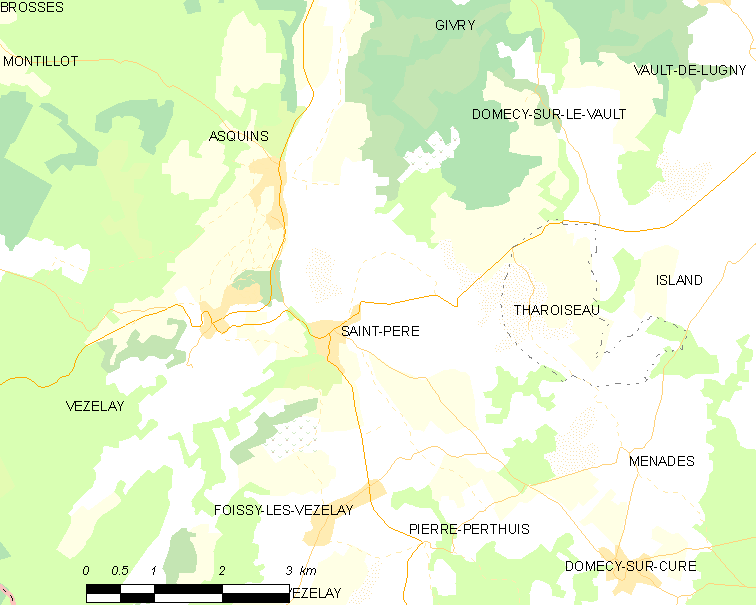
的OSM定位图

圣佩尔的时区为UTC+01:00、UTC+02:00（夏令时）。

## 行政
圣佩尔的邮政编码为89450，INSEE市镇编码为89364。

## 政治
圣佩尔所属的省级选区为茹拉维尔县。

## 人口

1962-2008年间人口变化图示

圣佩尔于2022年1月1日时的人口数量为287人。